# Massimo Guarini
Massimo Guarini (Milano, 8 ottobre 1975) è un autore di videogiochi italiano.
Ha collaborato con Steven Wilson, Gōichi Suda e Shinji Mikami.

## Biografia
Per Ubisoft Montreal ha lavorato a Naruto: Rise of a Ninja e ha partecipato alla creazione di alcuni titoli come Tom Clancy's Rainbow Six 3: Raven Shield, The Mummy e Rayman.
Ha co-scritto e diretto il titolo horror della nipponica Grasshopper Manufacture Shadows of the Damned (2010).
Guarini è stato fondatore, nel 2011, di Ovosonico, studio di sviluppo indipendente con il quale ha diretto i successi Murasaki Baby (2014) e Last Day of June (2017).
Nel 2018 ha fondato Guarini Design, società  italiana con sede a Milano, specializzata nella creazione di nuove proprietà intellettuali per videogiochi, cinema, TV e musica, attraverso la quale fornisce direzione creativa.
Dal 2018 è membro ufficiale della giuria dei BAFTA (British Academy of Film and Television Arts) nella categoria Games.
Nel 2019 è stato insignito del premio Recognition Award - Individual di Gamesindustry.biz e ha vinto gli Italian Video Game Awards 2019 nella categoria Best Individual.

## Videogiochi
| Anno | Titolo                                                 | Editore                            | Ruolo               |
| ---- | ------------------------------------------------------ | ---------------------------------- | ------------------- |
| 2017 | Last Day of June                                       | 505 Games                          | Director            |
| 2014 | Murasaki Baby                                          | Sony Computer Entertainment Europe | Director            |
| 2011 | Shadows of the Damned                                  | Electronic Arts                    | Director            |
| 2009 | Way of the Samurai 3                                   | Spike                              | Produttore          |
| 2009 | Soul Bubbles                                           | Eidos Interactive                  | Produttore creativo |
| 2007 | Naruto: Rise of a Ninja                                | Ubisoft                            | Director            |
| 2006 | Boog e Elliot: A caccia di amici                       | Ubisoft                            | Design team leader  |
| 2005 | SCAR - Squadra Corse Alfa Romeo                        | Milestone                          | Game designer       |
| 2004 | Tom Clancy's Rainbow Six 3: Athena Sword               | Ubisoft                            | Game designer       |
| 2003 | Tom Clancy's Rainbow Six 3: Raven Shield               | Ubisoft                            | Game designer       |
| 2002 | The Mummy                                              | Ubisoft                            | Director            |
| 2002 | Tomb Raider: The Prophecy                              | Ubisoft                            | Game designer       |
| 2002 | Rainbow Six: Rogue Spear                               | Ubisoft                            | Game designer       |
| 2001 | Rayman M                                               | Ubisoft                            | Game designer       |
| 2000 | Walt Disney's The Jungle Book: Mowgli's Wild Adventure | Ubisoft                            | Game designer       |
| 1999 | Rayman                                                 | Ubisoft                            | Game designer       |

## Altre attività
Ha fatto la comparsa nel film Yattaman - Il film (Nikkatsu, 2009) diretto da Takashi Miike.
Ha suonato come batterista diversi pezzi tratti da Silent Hill e Shadows of the Damned in un tour nordamericano con Akira Yamaoka, Mary Elizabeth McGlynn e Troy Baker.
Nel 2019 ha tenuto una rubrica settimanale di videogiochi per il quotidiano Il Messaggero.

## Vita privata
È sentimentalmente legato alla giornalista e autrice televisiva Fiamma Sanò.
Dal suo primo matrimonio ha avuto due figli.